# سنترال وست‌اند (سنت لوئیس)
سنترال وست‌اند (به انگلیسی: Central West End) یک محله و محله همجنس‌گرایان در ایالات متحده آمریکا است که در سنت لوئیس، میزوری واقع شده‌است. این محله در لبه غربی میدتاون تا بلوار یونیون و هم‌مرز با پارک جنگلی با مجموعه برجسته ای از موسسات فرهنگی رایگان. شامل کلیسای جامع سنت لوئیس (کلیسای جامع جدید) در بلوار لیندل در خیابان نیوزتید است که بزرگ‌ترین مجموعه موزاییک‌های جهان را در خود جای داده‌است. مرکز غربی به‌طور کامل در بخش نهم قرار دارد. سنترال وست‌اند ۱۶٬۶۷۰ نفر جمعیت دارد.